# Shrek (bélier)
Pour les articles homonymes, voir Shrek.
Pour l’article ayant un titre homophone, voir Schreck.
Shrek est un mouton mérinos néo-zélandais, né le 27 novembre 1994 et euthanasié le 6 juin 2011, devenu célèbre en 2004 pour avoir disparu de sa ferme pendant six ans.

## Notoriété
Ce mouton s'était échappé de son troupeau en 1998 et a été retrouvé le 15 avril 2004 dans une grotte de montagne. Le mouton a été tondu le 28 avril devant les caméras de télévision qui retransmettaient l'évènement en direct. Après six années sans tonte, sa toison était épaisse de près de 40 cm et pesait environ 27 kilos soit cinq fois plus qu'une toison moyenne,. Elle contenait assez de laine pour confectionner une vingtaine de costumes.
Devenu une figure nationale — l'élevage ovin représente environ 35 millions de têtes de bétail dans ce pays, Shrek  a été présenté en mai 2004 à Helen Clark, premier ministre du pays. Pour ses dix ans, il a été tondu sur un iceberg flottant au large des côtes de la  Nouvelle-Zélande,.
Sa notoriété est également utilisée à des fins caritatives.
Un livre, Shrek: The Story of a Kiwi Icon retraçant la vie de l'animal devenu une icône de son pays, a été écrit par John Perriam. Des livres pour enfants dont Shrek est le héros ont également été édités,
Shrek a été euthanasié le 6 juin 2011 à l'âge de 16 ans. Par la suite, il a été le sujet d'une exposition temporaire au musée national de la Nouvelle-Zélande d'octobre 2014 à juin 2015.